# Xã Howard Center, Quận Howard, Iowa
Xã Howard Center (tiếng Anh: Howard Center Township) là một xã thuộc quận Howard, tiểu bang Iowa, Hoa Kỳ. Năm 2010, dân số của xã này là 232 người.